# 双瓯大道站
双瓯大道站位于中华人民共和国浙江省温州市洞头区瓯绣大道，是温州轨道交通S1线一期工程的东端终点站，此站于2019年9月28日投入运营。
双瓯大道站以附近的新地标双瓯大道命名。因其容易与其他站点混淆且本地人不太熟悉，有网友建议改名。温州市铁路与轨道交通投资集团有限公司则回复称，该线路车站的命名综合考虑社会各界的意见，并获得了温州市民政局（温州市地名办公室）的批准，命名较为科学合理；并将加强站内的引导以避免误乘。

## 历史
该站规划及工程用名为半岛三站。2017年年中，温州市民政局核准了S1线一期沿线各站站名的申请，该站被定名为瓯采站。之后，温州市铁投集团对S1线一期部分车站的命名进行调整，并于同年10月再获市民政局核准，该站最终被定名为双瓯大道站。
瓯华站到双瓯大道站的施工于2018年8月1日进场。北京时间2019年5月10日上午9时30分，伴随着双瓯大道站东面的简支箱梁浇筑完成，该站完成了线下工程，温州轨道交通S1线一期工程也实现了全线贯通。2019年9月28日，本站随S1线一期工程东段（奥体中心至双瓯大道段）开通试运营而正式启用，该站也取代奥体中心站成为S1线新的东端终点站。

## 概况

### 结构
双瓯大道站共有三层，地面为出入口层，地上二层为站厅层，地上三层为站台层。该站为侧式站台2面2线高架车站，终到列车采用站后折返。
| 3F | 侧式站台，左边车门将会开启 | 侧式站台，左边车门将会开启         | 侧式站台，左边车门将会开启 |
| 3F | █ S1线终点站               |                                    |                            |
| 3F | █ S1线往桐岭               |                                    |                            |
| 3F | 侧式站台，左边车门将会开启 |                                    |                            |
| 2F | 站厅层                     | 闸机、客服中心、卫生间（非付费区） |                            |
| 1F | 出入口                     | 出入口1-2                          |                            |

## 车站出口
双瓯大道站共设4个出入口，各出口及周围设施如下所示：
| 出口编号                    | 照片 | 地点     | 可到达目的地                 |
| --------------------------- | ---- | -------- | ---------------------------- |
| 出口 · 1L · As              |      | 瓯绣大道 | 温州中车四方轨道车辆有限公司 |
| 出口 · 1L · Bs · 升降机标志 |      | 瓯绣大道 | 中国·温州安全(应急)产业园    |
| 出口 · 2L · As              |      | 瓯绣大道 |                              |
| 出口 · 2L · Bs · 升降机标志 |      | 瓯绣大道 |                              |
| 註： 設有                   |      |          |                              |